# Талали
Талали́ — село в Свободненском районе Амурской области России. Входит в состав Климоуцевского сельсовета.

## География
Село Талали стоит на берегу реки Талали (приток реки Белая, бассейн Амура).
Село Талали расположено в 70 км к северо-западу от районного центра города Свободный.
Дорога к селу Талали идёт через Сукромли, Семёновку и Климоуцы.
Расстояние до административного центра Климоуцевского сельсовета села Климоуцы — 25 км.

## Население
| 2002 | 2010 | 2012 | 2013 | 2014 | 2015 | 2016 |
| ---- | ---- | ---- | ---- | ---- | ---- | ---- |
| 369  | ↘304 | ↗306 | ↘290 | ↗294 | ↗295 | ↘280 |
| 2017 | 2018 |      |      |      |      |      |
| ↘256 | ↘250 |      |      |      |      |      |

## Улицы
- ул. Заречная,
- ул. Калинина,
- ул. Лесная,
- ул. Молодёжная,
- ул. Переселенческая.